# سيدني بيرجمان
سيدني بيرجمان (بالألمانية: Sidney Bergmann)‏ هو مصارع هاوي نمساوي، (و. 1905  م).

## وصلات خارجية
- سيدني بيرجمان على موقع أوليمبيديا (الإنجليزية)